# フェデリーコ・コンファロニエリ
フェデリーコ・コンファロニエリ(イタリア語: Federico Confalonieri, 1785年10月6日‐1846年12月10日)は、イタリアのイタリア統一運動時代の愛国者、革命家、政治家である。ロンバルド＝ヴェネト王国で活動していた秘密結社フェデラーティの指導者であった事から、フェデラーティの黒幕として知られる。

## 生涯
コンファロニエリはオーストリア大公国直接統治時代のミラノに貴族の息子として生まれ、幼少期からイタリアの解放・独立・統一を目指していた。1806年には同じく活動家で後にサルデーニャ王国首相となるガブリオ・カザーティの姉テレサ・カザーティと結婚した。結婚から一年後の1807年には一人息子フランチェスコが生まれたが1813年にわずか6歳で突然死し、それ以降コンファロニエリは子供を持たなかった。
イタリア王国では、ミラノの上院議員として活躍。ただしナポレオン・ボナパルトの支配に反対する有力者の一人であり、1814年4月20日にはミラノでボナパルト家の支配に反発した暴動が発生するが、コンファロニエリはミラノ上院宮殿でこの暴動をさらに煽った。その結果、イタリア王国の財務大臣であったジュゼッペ・プリーナがリンチの末に殺され、これに恐怖を感じたボナパルト家のイタリア副王ウジェーヌ・ド・ボアルネはバイエルンに逃亡。北イタリアのボナパルト家支配の終焉に貢献している。
その後、王政復古したのちは貴族の立場を維持しながらもカルボナリやフリーメイソンに参加する。また類似の秘密結社フェデラーティを組織して、ロンバルド＝ヴェネト王国におけるイタリア解放運動の中心的役割を担った。1818年にはシルヴィオ・ペッリコ、ジョバンニ・ベルシェらに資金援助を実施してコンチリアトーレの創刊に携わっている。コンチリアトーレが弾圧された後はサルデーニャ王国の革命勢力と連携した武力による蜂起を計画していたが、1821年には独自に巻き起こったピエモンテ革命に呼応してロンバルディア各地を放浪して行く先々で小規模な蜂起を繰り返した。その一方で、ピエモンテの立憲政府がオーストリア帝国と開戦した際には、指導者サントッレ・ディ・サンタローザは帝国軍を迎え撃つべくサルデーニャ王国軍をロンバルディアへ侵攻させる計画を立てたが、コンファロニエリは直前でそれを考え直すよう書簡を出すなど大規模な武力衝突は避けている。
1821年12月23日には逮捕され、裁判で死刑判決を受ける。しかし減刑されて終身刑となり、シルヴィオ・ペッリコを始めとするイタリア人愛国者が多数収容されていたモラヴィア・ブルノのスピルバーグ要塞に収監された。その後長期間服役するが、1835年には減刑とアメリカ合衆国への送還が決まった。そしてウィーンで健康状態の回復を待った後、1836年にはトリエステから船でニューヨークへと渡った。
しかし強制送還後も革命への情熱を絶やさず、1837年には密かにヨーロッパに舞い戻っていた。そしてフランス、ベルギーを通過してイタリアにほど近いスイスのティチーノ州に居を構えた。しかし積極的に革命運動に参加することはできず、1846年12月10日に死去した。